# شیئی (اپتیک)
شیئی در یک ابزار نوری مانند میکروسکوپ یا تلسکوپ، عدسی یا آینهٔ خمیده‌ای است که نور را از شیء مورد مشاهده دریافت می‌کند و پرتوهای نور را برای ایجاد تصویری حقیقی کانونی می‌کند. شیئی در یک تلسکوپ بازتابی یک آینهٔ کاو و در میکروسکوپ تلسکوپ شکستی یک عدسی کوژ است.

## تلسکوپ
در یک تلسکوپ شکستی، شیئی عدسی‌ای است که در نوک لولهٔ تلسکوپ قرار دارد و در یک تلسکوپ بازتابی، آینهٔ خمیده‌ای‌ست که در انتهای لولهٔ تلسکوپ واقع است. توان جمع‌آوری نور و توان تفکیک یک تلسکوپ هر دو مستقیماً به گشودگی عدسی یا آینهٔ شیئی آن مربوط است. هر چه گشودگی شیئی بیشتر باشد، اشیاء کم‌نورتری با جزئیات بیشتر قابل مشاهده‌اند.